# Sérgio Ribeiro
Sérgio Ribeiro (n. 21 decembrie 1935, Atouguia⁠(d), Médio Tejo Subregion⁠(d), Portugalia – d. 29 aprilie 2024, Leiria, Região de Leiria⁠(d), Portugalia) a fost un om politic portughez, membru al Parlamentului European în perioada 2004-2009 din partea Portugaliei.